# Nordenfelt III
Nordenfelt III oder Abdülmecid war das zweite U-Boot der osmanischen Marine. Es wurde von dem englischen Ingenieur George William Garrett entworfen und von dem schwedischen Industriellen Thorsten Nordenfelt gebaut.

## Geschichte
Nachdem Griechenland mit der Nordenfelt I das erste U-Boot erhalten hatte, bestellte die Hohe Pforte am 23. Januar 1886 gleich zwei größere U-Boote. Die Nordenfelt III lief am 4. August 1887 in der Des-Vignes-Werft in England vom Stapel. Das Schiff wurde von einer 250 PS starken Einzylinder-Dampfmaschine, die von einem Dampfkessel der Firma Des Vignes aus Chertsey gespeist wurde, angetrieben. Für die Fahrt unter Wasser verfügte es über zwei Dampfspeicherbehälter. Hier konnte im aufgetauchten Zustand überschüssiger Dampf gespeichert werden, der für den Antrieb im untergetauchten Zustand genutzt werden konnte. Diese sogenannten Franq-Maschine arbeitet nach demselben Prinzip wie die Lamm-Maschine der Resurgam II. Die Bewaffnung bestand aus zwei Nordenfelt-Mitrailleusen von 2 × 35 mm und zwei Schwartzkopff-Torpedos. Die Torpedos waren 3,50 m lang und hatten einen Durchmesser von 0,355 m. Einer wog 157 kg, hatte einen Sprengkopf von 18 kg und erreichte eine Geschwindigkeit von 10 Knoten (Einheit) (18,5 km/h).
Nach der Fertigstellung wurde die Nordenfelt III zerlegt, in Einzelteilen nach Istanbul transportiert und in den Kaiserlichen Werften wieder zusammengesetzt. 1889 nach der Montage wurde sie nach dem Thronfolger Abdülmecid II. Abdülmecid getauft. Das Schwesterschiff war die Nordenfelt II, die Abdülhamid genannt wurde. Die beiden Schiffe waren extrem unstabil. So wäre die Abdülhamid beim Abfeuern eines Torpedos fast gesunken. Es zeigte sich bald, dass die U-Boote völlig unbrauchbar waren. So blieben sie größtenteils ungenutzt, bis sie 1921 abgebrochen wurden.

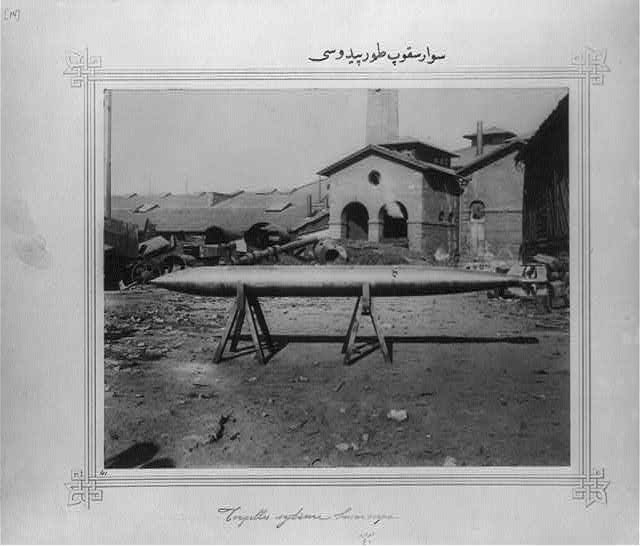
Schwartzkopff-Torpedo der U-Boote